# Tipi
En tipi (eller teepee) er et kegleformet telt der bliver brugt af indianerne i Nordamerika. Gennem århundreder og frem til sidst i 1800-tallet var tipien (eller en variant af den) den typiske bolig for præriens nomadestammer.

## Tipiens dele
En tipi består af et tipidække, et sammensurret fundament af løse tipistænger samt to udvendige stænger til at regulere flapperne i toppen af tipidækket med. Dertil kommer pløkker samt korte pinde til at fæste tipidækkets overlappende ender i front til hinanden. Inder pløkker blev almindelig holdt de indfødte nomadestammer tipidækket nede ved hjælp af en tipiring af sten eller måske græstørv.
Tipidækket var syet af garvede bisonskind i gammel tid, siden af lærred eller andet stof. Antallet af skind varierede med størrelsen på tipien, der igen afhang af den enkelte families antal træk- og pakdyr. Før indianerne fik heste, bestod en tipi af højst ti skind.:87  :9  Samtidig lader tipidækket til at have været i to dele, så byrden med at transportere det kunne fordeles på to hunde med hver en påspændt travois. Højre og venstre sektion af tipidækket blev samlet med fæstepinde både fortil ved indgangen og bagtil.:9 
Med anskaffelsen af heste fulgte en udvikling af tipien. En fjortenskindstipi gik for det gængse blandt de hesterige crower sidst i 1800-tallet.:87  Et tipidække af denne størrelse vejede omkring femogfyrre kg.:133 
En dygtig kvinde i lejren skar gerne bisonskindene i form mod betaling af en slags og satte nødvendige forberedelser i værk. En hel dag kunne gå med at strimle senetråd af tykke rygradssener fra nedlagt vildt.:88  Kvinden instruerede op til tyve hjælpere om sammensyningen af de enkelte skindstykker. Udformningen af de øverste flapper, ofte kaldet tipiens ”ører” eller ”røg-ører”,:29  varierede fra stamme til stamme. cheyenner, kiowaer og andre præriefolk syede flapperne med en lomme eller en lille løkke til at fange toppen af den ydre tipistang. crowkvinder lavede et hul til stangspidsen, så denne strakte sig langt op over selve flappen som et stammemæssigt kendetegn.:91 
Tipiens omkreds afgjorde antallet af tipistænger, der spændte fra tolv-fjorten til over tyve. Højden på stængerne varierede mellem cirka fem og ti meter.:87  Arapahoer, prærie-crees og andre folk brugte generelt flere stænger end f.eks. crower, fordi de byggede skindboligen op om en trefod af tipistænger (et trestangsfundament). Til forskel opstillede crow-, sarsi- og andre indianere et skelet af fire sammensurrede stænger til start (firestangsfundament).:223 
På et praktisk sted nær toppen var tipistængerne gerne forsynet med smalle snorehuller eller snittede riller til reb, så de let kunne bindes sammen for transport og fastgøres til en paksaddel med enderne slæbende hen ad jorden.:107  :193  Vægten af en tipistang lå omkring ti kg.:133  Stængernes holdbarhed angives forskelligt - fra at være kun omkring et år som følge af slitage:108  til flere år.:93  De majsdyrkende byindianere kunne klare sig med de samme tipistænger flere år i træk, da disse kun kom i brug under kortere eller længere jagtture ud på prærien.:387  :292 
Crower, sortfodsindianere og flatheads i Rocky Mountains bjergdale lavede gode tipistænger ud af de lige stammer af almindelig klitfyr (Pinus contorta) ved Yellowstone Rivers øvre løb.:280  Cheyennerne siges at have foretrukket at afbarke og snitte cederstammer ned til slanke tipistænger.:686 

## Tipien rejses
Kvinderne arbejdede gerne i par for at rejse tipifundamentet: Én løftede de sammensurrede stangtoppe, mens den anden trak i et læderreb fra modsat hold. Resten af stængerne blev lænet ind mod grundstængernes høje skæringspunkt i en bestemt, symmetrisk orden. De tykke ender var gerne spidset lidt til, så de ikke skred på græsset.
Stangen med tipidækkets lodrette midte bundet fast blev placeret til sidst, modsat den planlagte indgang. Kvinderne brugte spidse hæftepinde til at fastgøre de overlappende skindsider efter at have trukket dem på plads i front og strammet tipidækket op. Ved at binde trin mellem de to forreste stænger i passende højder og træde op på dem, gik det let at fæste de øverste ender af tipidækket.:99  En anden metode at nå toppen af tipidækket var at rejse en hestetravois på højkant, læne den ind mod en tipipæl og bruge den som stige.:XI 
Træpløkke, og siden også pløkke af metal, holdt den nederste kant af tipien tæt til jorden. En tipipløk kom lettere i jorden, hvis kvinderne først lavede et hul med spidsen af en gravestok.:35  I flere århundreder tyngede præriens nomader skindkanten ned med permanent anbragte sten af egnet størrelse på ofte benyttede pladser.
Læderrebet til at trække tipifundamentet op med fik lov at blive siddende og nåede ned til jorden, hvor det (eller en lasso fastgjort til stangtoppene) kunne bindes til en pløk inde i tipien under stormvejr.:101  :268  Kiowaerne stormsikrede deres tipier med to udvendige reb.:89  De kraftigste vindstød kunne dog blæse selv forankrede tipier omkuld.:224 

## Tipien tages i brug
Indvielsen af en crowtipi krævede, at der blev tændt en røgelse af hellig bynke og festgræs i den, hvorefter respekterede mænd i lejren berettede om deres krigerbedrifter.:224  Ærespladsen i tipien var siddepladsen modsat indgangen.:691 
Tipier har et røghul i toppen, så man kan have bål i midten af teltet, men for at røgen kan trække ordentligt ud, bør man have et indertelt, der slutter tæt mod jorden (det gør tipidækket eller teltdugen nemlig ikke) og når et par meter op langs indersiden af teltdugen. Så vil der, uanset vindretningen, være et naturligt træk op langs teltdugen mod røghullet og røgen trækkes ud. Dette betyder selvfølgelig, at der skal være en mulighed for at dække indgangen til; ofte gjort med et stykke skind strammet op på en træramme. :151 

## En variant af tipien
Der fandtes en hurtigt lavet variant af tipien, hvor fundamentet var et antal hundetravoiser stillet på højkant og lænet ind mod hinanden. Afskårne tvegrene kunne også gøre fyldest for de dermed sparede tipistænger. Løse bisonskind bundet eller surret fast udvendigt erstattede det syede tipidække. Denne enkle udgave af den kegleformede tipi blev brugt f.eks. på forskellige byindianeres korte jagtture ud på prærien:300  og vel også af omvandrende prærieindianere før anskaffelsen af heste.:307 

## Den udtjente tipi
Når tipien var udtjent, gjorde den nytte på nye måder: Brugbare skind fra det øverste af tipidækket blev syet om til ordinære mokkasiner, hverdagstøj samt artikler til daglig brug.:224  :233  Kvinder brugte tilskårne tipiflapper - mærket af vejr og vind og nu bløde og porøse - som hygiejnebind, der kunne vaskes og genbruges.:74 

## Galleri
- En typisk crow-tipi med udvendige stænger, hvis spids går gennem et hul i røgflappen og rækker højt op over denne
- To tipier kunne sættes sammen ved store sammenkomster
- Det indre af en tipi, her med rygstøtter og en trefod med bueetui og kogger hængende
- Tipi-opstilling (1 af 6) - pælene er på plads
- Tipi-opstilling (2 af 6) - midten af tipidækket fastgøres til den bageste (vestvendte) tipipæl
- Tipi-opstilling (3 af 6) - pælen med tipidækket er på plads
- Tipi-opstilling (4 af 6) - højre og venstre del af tipidækket trækkes rundt og mødes ved tipiindgangen
- Tipi-opstilling (5 af 6) - tipidækkets overlappende ender fortil fastgøres med træpinde
- Tipi-opstilling (6 af 6) - pløkkene holder nederste kant fast til jorden